# 辻秀夫
辻 秀夫（つじ ひでお、1960年10月 - ）は、日本の防衛官僚。

## 人物
長崎県出身。桐朋高等学校を経て、東京大学法学部卒業。

## 略歴
出典:
1998年　人事教育局人事第二課人事企画官
1999年　長官官房企画官
2000年　装備局管理課調達補給室長
2002年　福岡防衛施設局施設部長
2004年　管理局艦船武器課長
2005年　防衛施設庁総務部会計課長
2006年　防衛施設庁総務部人事課長
2007年　経理装備局航空機課長
2008年　技術研究本部技術企画部長
2009年　防衛大学校総務部長
2011年　近畿中部防衛局次長
2014年　東海防衛支局長
2015年　財務省九州財務局長
2017年　防衛装備庁調達管理部長
2018年　防衛大学校副校長（企画・管理担当）